# 1558 год
1558 (ты́сяча пятьсо́т пятьдеся́т восьмо́й) год  по юлианскому календарю — невисокосный год, начинающийся в субботу. Это 1558 год нашей эры, 8‑й год 6‑го десятилетия XVI века 2‑го тысячелетия, 9‑й год 1550‑х годов. Он закончился 467 лет назад.
| Пн | Вт | Ср | Чт | Пт | Сб | Вс |
|    |    |    |    |    | 1  | 2  |
| 3  | 4  | 5  | 6  | 7  | 8  | 9  |
| 10 | 11 | 12 | 13 | 14 | 15 | 16 |
| 17 | 18 | 19 | 20 | 21 | 22 | 23 |
| 24 | 25 | 26 | 27 | 28 | 29 | 30 |
| 31 |    |    |    |    |    |    |

| Пн | Вт | Ср | Чт | Пт | Сб | Вс |
|    | 1  | 2  | 3  | 4  | 5  | 6  |
| 7  | 8  | 9  | 10 | 11 | 12 | 13 |
| 14 | 15 | 16 | 17 | 18 | 19 | 20 |
| 21 | 22 | 23 | 24 | 25 | 26 | 27 |
| 28 |    |    |    |    |    |    |

| Пн | Вт | Ср | Чт | Пт | Сб | Вс |
|    | 1  | 2  | 3  | 4  | 5  | 6  |
| 7  | 8  | 9  | 10 | 11 | 12 | 13 |
| 14 | 15 | 16 | 17 | 18 | 19 | 20 |
| 21 | 22 | 23 | 24 | 25 | 26 | 27 |
| 28 | 29 | 30 | 31 |    |    |    |

| Пн | Вт | Ср | Чт | Пт | Сб | Вс |
|    |    |    |    | 1  | 2  | 3  |
| 4  | 5  | 6  | 7  | 8  | 9  | 10 |
| 11 | 12 | 13 | 14 | 15 | 16 | 17 |
| 18 | 19 | 20 | 21 | 22 | 23 | 24 |
| 25 | 26 | 27 | 28 | 29 | 30 |    |

| Пн | Вт | Ср | Чт | Пт | Сб | Вс |
|    |    |    |    |    |    | 1  |
| 2  | 3  | 4  | 5  | 6  | 7  | 8  |
| 9  | 10 | 11 | 12 | 13 | 14 | 15 |
| 16 | 17 | 18 | 19 | 20 | 21 | 22 |
| 23 | 24 | 25 | 26 | 27 | 28 | 29 |
| 30 | 31 |    |    |    |    |    |

| Пн | Вт | Ср | Чт | Пт | Сб | Вс |
|    |    | 1  | 2  | 3  | 4  | 5  |
| 6  | 7  | 8  | 9  | 10 | 11 | 12 |
| 13 | 14 | 15 | 16 | 17 | 18 | 19 |
| 20 | 21 | 22 | 23 | 24 | 25 | 26 |
| 27 | 28 | 29 | 30 |    |    |    |

| Пн | Вт | Ср | Чт | Пт | Сб | Вс |
|    |    |    |    | 1  | 2  | 3  |
| 4  | 5  | 6  | 7  | 8  | 9  | 10 |
| 11 | 12 | 13 | 14 | 15 | 16 | 17 |
| 18 | 19 | 20 | 21 | 22 | 23 | 24 |
| 25 | 26 | 27 | 28 | 29 | 30 | 31 |

| Пн | Вт | Ср | Чт | Пт | Сб | Вс |
| 1  | 2  | 3  | 4  | 5  | 6  | 7  |
| 8  | 9  | 10 | 11 | 12 | 13 | 14 |
| 15 | 16 | 17 | 18 | 19 | 20 | 21 |
| 22 | 23 | 24 | 25 | 26 | 27 | 28 |
| 29 | 30 | 31 |    |    |    |    |

| Пн | Вт | Ср | Чт | Пт | Сб | Вс |
|    |    |    | 1  | 2  | 3  | 4  |
| 5  | 6  | 7  | 8  | 9  | 10 | 11 |
| 12 | 13 | 14 | 15 | 16 | 17 | 18 |
| 19 | 20 | 21 | 22 | 23 | 24 | 25 |
| 26 | 27 | 28 | 29 | 30 |    |    |

| Пн | Вт | Ср | Чт | Пт | Сб | Вс |
|    |    |    |    |    | 1  | 2  |
| 3  | 4  | 5  | 6  | 7  | 8  | 9  |
| 10 | 11 | 12 | 13 | 14 | 15 | 16 |
| 17 | 18 | 19 | 20 | 21 | 22 | 23 |
| 24 | 25 | 26 | 27 | 28 | 29 | 30 |
| 31 |    |    |    |    |    |    |

| Пн | Вт | Ср | Чт | Пт | Сб | Вс |
|    | 1  | 2  | 3  | 4  | 5  | 6  |
| 7  | 8  | 9  | 10 | 11 | 12 | 13 |
| 14 | 15 | 16 | 17 | 18 | 19 | 20 |
| 21 | 22 | 23 | 24 | 25 | 26 | 27 |
| 28 | 29 | 30 |    |    |    |    |

| Пн | Вт | Ср | Чт | Пт | Сб | Вс |
|    |    |    | 1  | 2  | 3  | 4  |
| 5  | 6  | 7  | 8  | 9  | 10 | 11 |
| 12 | 13 | 14 | 15 | 16 | 17 | 18 |
| 19 | 20 | 21 | 22 | 23 | 24 | 25 |
| 26 | 27 | 28 | 29 | 30 | 31 |    |

.

## События
- 1493—1593 — Столетняя хорватско-османская война. Серия вооружённых конфликтов между Королевством Хорватия и Османской империей[1].
- 1507—1622 — Португало-персидская война. Ряд вооружённых конфликтов между колониалистской Португалией и вассальным Ормузом, с одной стороны, и Сефевидской империей, поддерживаемой англичанами, с другой[2].
- 1511—1641 — Малайско-португальская война. Вооружённый конфликт XVI-XVII веков, в котором Малаккский султанат при поддержке империи Мин, Голландской Ост-Индской компании (с 1607) и Джохора безуспешно сопротивлялся Португальской империи, стремившейся захватить Малакку и установить контроль над торговлей между Индией и Китаем[3].
- 1545—1563 — Тридентский собор католической церкви. Утвердил догматы о первородном грехе, чистилище. Один из важнейших соборов в истории Католической церкви. Собрался, чтобы дать ответ движению Реформации. Считается отправной точкой Контрреформации[4].
- 1551—1562 — Австро—турецкая война[5].

- 1551—1559 — Итальянская война[6].
  - 13 июня — битва при Гравелине[7].
- 1552—1558 — военный вождь арауканов Кауполикан объединил разрозненные группы индейцев в южной части Чили, оказавшие стойкое сопротивление испанцам.
- 1553—1559 — Французское завоевание Корсики[8].
- 1556—1561 — к империи Моголов присоединены Мультан, Лахор, Канаудж, Аллахабад, Джаунпур.
- 1557—1559 — Англо-французская война[9].
  - Январь — осада Кале[10].
- 1558—1566 — вновь началась Португало-турецкая война (см. 1538-1557 года)[11].

- 5 июля — датский король Кристиан III издал грамоту о переходе Ревеля под его власть[12].
- 18 сентября — по инициативе датской стороны подписано датско-ливонское соглашение, по которому предусматривалась передача Дании части Ливонии (Северная Эстляндия) в том случае, если Дания сможет дипломатическим или военным путём остановить русское наступление (переговоры были в 1559 году)[12].
- 21 сентября — в монастыре Св. Юста в Испании скончался Карл V, бывший император Священной Римской империи и король Испании, управлявший большей частью христианского мира и едва не воплотивший идею «всемирной христианской монархии».
- Османское вторжение на Балеарские острова во время Османо-габсбургских войн[13].
- Кальвинисты в Шотландии при поддержке Елизаветы начали военные действия против французов.
- Католическое духовенство добивалось осуждения и сожжения Хелтаи, Давида и Хеблера, проповедников анабаптизма и антитринитаризма в Трансильвании.
- Гарисская битва. Победа грузин над армией Сефевидов.
- С 1558 (или с 1560) Бухара становится столицей Бухарского ханства, которым правила династия Шейбанидов[14].

## Русское государство
Царствование: 1533—1584 — Иван IV Васильевич Грозный
- 1558—1583 — начало Ливонской Войны, что заставило царя Ивана Грозного отказаться от выдвинутого в 1555 году плана московского правительства Д.Ф. Адашева от скоординированных действий против Крымского ханства, что открыло для Девлет I Гирея возможность реванша[15].
  - 22 января — начало войны между Русским царством и Ливонским орденом, с целью выплаты дани Орденом. Первоначально русские войска не пытались взять города и установить контроль над землями[12][16].
  - 11 мая — конфликт между жителями Нарвы (Ругодив) и гарнизонном Ивангорода, который вылился во внезапную атаку русских войск и взятие Нарвы. С этого времени русские войска меняют свою стратегию в Ливонии. По преданию штурм города сопровождался чудом: немец, варя пиво, бросает в огонь под  котёл две иконы похищенные в Ивангороде — Богоматери с Божественным Младенцем и угодником Николаем Чудотворцем. Внезапно поднявшийся ветер, разливает из под котла пламя, которое распространяется по всему городу. Русское войско воспользовавшись смятение немцев, быстро переправляются через Нарову и овладевают городом без приступа. В довершении чуда: все иконы найдены невредимыми[12][16].
  - Июль — в Ливонию направляется ещё одно войско под командованием Петра Ивановича Шуйского[16].
  - 18 июля — Пётр Шуйский осаждает и берёт Дерпт после шестидневного обстрела[12][16].
  - Лето — следуют осада Рингена и битва при Тирзене, русские войска занимают порядка 20 городов и крепостей.  Таким образом вся восточная часть Эстонии к осени переходит под контроль русской армии[12][16].
  - Конец лета  — Государь назначает наместником в Дерпт Дмитрия Ивановича Курлятева-Оболенского. Тогда же русские войска выходят к Балтийскому морю и приближаются к границам Восточной Пруссии и ВКЛ[16].
  - Посольство Ливонского ордена в Москве[17].
  - 9 августа  — Иван Грозный вместе с семьёю и двором встречает чудотворные иконы "образ Пречистой Богородицы" и Николая Чудотворца, уцелевшие после взятия Ругодива. В Москву их привозит юрьевский архимандрит Варфоломей и протопоп Дмитрий из Ругодива[16].
  - Сентябрь—октябрь — осада Рингена[18].
- Весна — Боярская дума принимает решение о рязрядах "по крымским вестям"[19].
- Воротынский Михаил Иванович одерживает важную победу при преследовании крымских "царевичей" и ногайских мурз[20].
- Вишневецкий Дмитрий Иванович совершил поход на Крымское ханство, дошёл до Перекопа, вновь разорил Ислам-Кермен (см. 1556 год), заставив крымских татар перейти к обороне[21].
- Пожалованы окольничеством: Шереметев Иван Васильевич Меньшой, Шестунов Дмитрий Семёнович[22].
- Пожалованы боярством: Яковля Иван Петрович (ум. 1570), Шереметев Никита Васильевич (ум. 1561)[22].
- На службу великому князю выехали родоначальники дворянских родов: Чертковы и фон Визины (одна из ветвей позже получила титул барон)[23].

### Города и поселения
- Впервые упоминается усадебный комплекс в Москве Останкино, в межевой книге Троице-Сергиева монастыря село Ростокино с деревнями, как деревня Осташково на Суходоле. Принадлежало брату жены Адашеву Алексею Фёдоровичу — А.П. Сатину (казнён в 1563 году)[24].
- На левом берегу Волги построена русская крепость, положившая начало современной Астрахани[25].
- 1555—1561 — в Москве на Красной площади строится храм Василия Блаженного[26].

### Руководители приказов
| Года      | Приказ           | Ф,И,О главы                | Примечания |
| --------- | ---------------- | -------------------------- | ---------- |
| 1549-1561 | Посольского дела | Висковатов Иван Михайлович |            |
|           |                  |                            |            |
|           |                  |                            |            |

## Начало правления
См.также: Список глав государств в 1558 году
- 1558—1603 — Королева Англии Елизавета I из династии Тюдоров (1533—1603).

## Родились

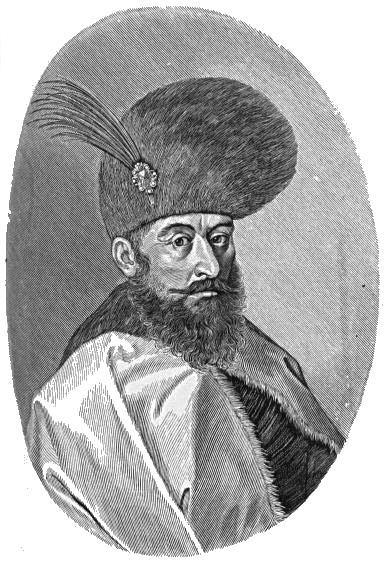
Изображение господаря Валахии Михая Храброго

См. также: Категория:Родившиеся в 1558 году
- Гольциус, Хендрик — нидерландский художник, представитель маньеризма.
- Роберт Грин — английский драматург, поэт и памфлетист, один из предшественников Шекспира.
- Кид, Томас — английский драматург, автор «Испанской трагедии».
- Лодж, Томас — английский драматург, поэт, романист, критик и переводчик.
- Максимилиан III Австрийский — эрцгерцог австрийский из династии Габсбургов, третий сын императора Священной Римской империи Максимилиана II и Марии Испанской.
- Михай Храбрый — господарь Валахии (1593—1601).

## Скончались

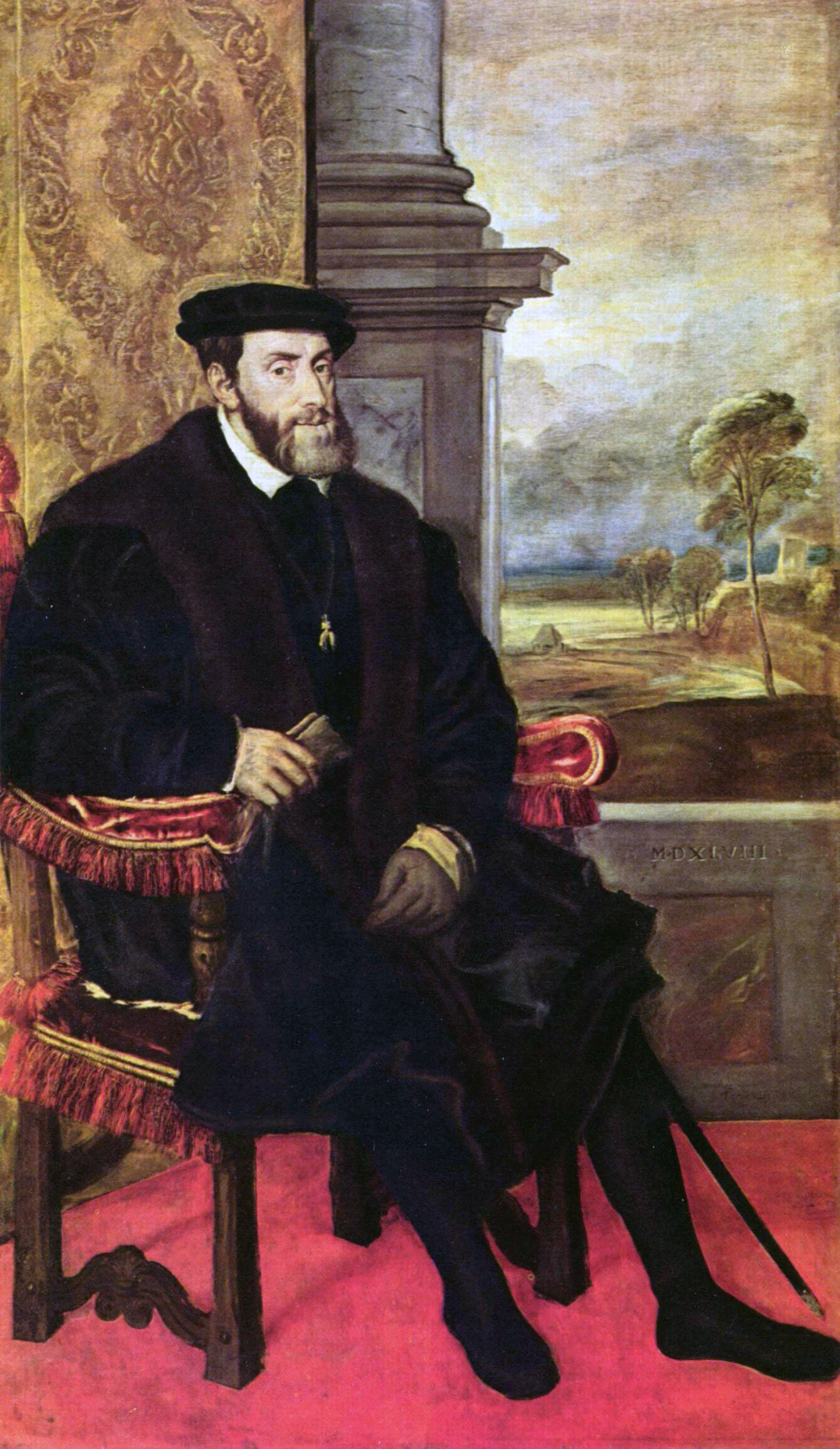
Изображение императора Священной Римской империи Карла V

См. также: Категория:Умершие в 1558 году
- 21 сентября — Карл V, император Священной Римской империи и король Испании до 1556 года (род. 1500).
- Бугенхаген, Иоганн — один из самых видных сотрудников Лютера.
- Королева Англии и Ирландии, Королева-консорт Испании Мария Тюдор (1553—1558).
- Мария Австрийская — дочь Филиппа Красивого и Хуаны Безумной.
- Поул, Реджинальд — английский кардинал, потомок английской королевской династии Плантагенетов.
- Роксолана — жена османского султана Сулеймана Великолепного, мать султана Селима II.
- Элеонора Австрийская — урождённая эрцгерцогиня Австрийская, инфанта Испанская и принцесса Бургундии; третья супруга короля Мануэля I Португальского, позже вторая короля Франции Франциска I.